# Jay McGuiness
Pour les articles homonymes, voir McGuiness.
James Noah Carlos McGuiness, dit Jay ou JayBird, né le 24 juillet 1990 à Nottingham, au Royaume-Uni, est un chanteur et danseur britannique.

## Biographie

### Début de carrière
Il a été nommé l'« homme le plus sexy » de Peta Homme 2011. Il participe à des cours de danse dès l'âge de treize ans, il est diplômé de l'Académie des Midlands danse et art dramatique en 2009.
En 2015 il fait partie de la compétition de Strictly Come Dancing 13. Il est le vainqueur avec la danseuse professionnelle Aliona Vilani, de cette treizième saison.

### Vie privée
Il a un frère jumeau, Tom, un frère aîné, Luke et un jeune frère, Sean. Il a aussi une jeune sœur Eleanor. Il est également végétarien[pertinence contestée]. Ses parents se sont séparés lorsqu'il n'était qu'adolescent.